# Lipaphnaeus
Lipaphnaeus là một chi bướm ngày thuộc họ Lycaenidae.